# Каракуль (Мокроусовський округ)
Караку́ль (рос. Каракуль) — присілок у складі Мокроусовського округу Курганської області, Росія.
Населення — 15 осіб (2010, 24 у 2002).
Національний склад станом на 2002 рік:
- росіяни — 58 %
- казахи — 42 %